# 池田弘 (経営者)
池田 弘（いけだ ひろむ）は、日本の実業家、神職。NSGグループ会長、アルビレックス新潟会長、（学）新潟総合学園 総長・理事長、古町愛宕神社宮司。公益社団法人日本ニュービジネス協議会連合会会長。

## 人物
1949年、新潟市古町（現：新潟市中央区古町）にある神社の宮司の家に生まれる。
新潟県立新潟南高等学校を卒業した後、國學院大學で神職を学び、東郷神社等で実習を重ねる。1974年に新潟市の神明宮の禰宜に就任〔2005年宮司、2020年名誉宮司就任（現任）〕。1977年に愛宕神社宮司(現任）就任。
1977年に従兄の渡辺敏彦と共同でNSG新潟総合学院を開校し、理事長に就任。1990年、学校法人国際総合学園理事長、1998年、社会福祉法人愛宕福祉会理事長等数多くの役職に就任。
現在はNSGグループで会長を務める。
1996年、アルビレックス新潟代表取締役に就任〔2008年取締役会長（現任）〕。
2005年、日本初のプロバスケットボールリーグ「bjリーグ」のアドバイザーに就任。
2021年現在、501社の株式公開を目指した起業家支援プロジェクトに取り組むなどしている。

## 賞詞
- 財界賞（経営者賞）（2004年）
- 「ニュービジネス大賞」アントレプレナー大賞部門最優秀賞（2005年）
- ミッション経営大賞（2006年）
- 平成18年藍綬褒章（2006年）
- 第11回渋沢栄一賞（2013年）
- 旭日重光章（2019年）[1][2]

## 経歴
- 1949年（昭和24年）8月6日 - 新潟市古町通出身。
- 1968年（昭和43年）3月 - 新潟県立新潟南高等学校卒業。
- 1969年（昭和44年）8月 - 國學院大學神道神職養成講座（前期修了）
- 1971年（昭和46年）
  - 7月 - 明治神宮（神社実習）
  - 8月 - 國學院大學神道神職養成講座（後期終了）
- 1972年（昭和47年）
  - 8月 - 彌彦神社（神社実習）
  - 11月 - 東郷神社（神社実習）
- 1976年（昭和51年）
  - 9月 - カリフォルニア大学ロサンゼルス校（神道講師・語学留学）
  - 11月、帰国。
- 1974年（昭和49年）8月 - 宗教法人神明宮禰宜
- 1977年（昭和52年）
  - 1月 - 宗教法人愛宕神社宮司 (現任）
  - 4月 - 愛宕神社の境内に、新潟総合学院開校理事長。
- 1995年（平成7年）4月 - 学校法人新潟総合学院理事長。
- 1996年（平成8年）
  - 4月 - 株式会社アルビレックス新潟代表取締役。
  - 10月 - 学校法人太平洋 副理事長。
- 1998年（平成10年）7月 - 社会福祉法人愛宕福祉会理事長。
- 2000年（平成12年）12月 - 学校法人新潟総合学園理事長。
- 2004年（平成16年）
  - 5月 - 学校法人大彦学園評議員。
  - 6月 - 株式会社新潟スポーツプロモーション取締役相談役。
- 2005年（平成17年）
  - 3月 - 宗教法人神明宮宮司。
  - 株式会社アルビレックス新潟代表取締役会長。
- 2008年（平成20年）
  - 1月 - 株式会社アルビレックス新潟取締役会長(現任）。
  - 3月 - 学校法人新潟総合学園総長・理事長。
  - 医療法人愛広会理事長（現任）。
  - 学校法人国際総合学園総長・理事長。
- 2009年（平成21年）
  - 4月 - 学校法人大彦学園理事。
  - 6月 - 株式会新潟プロバスケットボール相談役。（平成24年6月株式会社スポーツプロモーションより社名変更）
  - 8月 - 社会福祉法人上越あたご福祉会理事。
  - 株式会社バスケットボールジャパン取締役会長（現任）。（平成28年9月日本プロバスケットボールリーグより社名変更）
- 2012年（平成24年）
  - 2月 – 一般社団法人実践行動学研究所　理事長（現任）
  - 11月 – 株式会社Fusion’z取締役会長
- 2015年（平成27年）2月 - 医療法人泰庸会　理事（現任）
  - 4月 – 株式会社NSGホールディングス取締役会長（現任）
  - 7月 – 株式会社Matchbox Technologies取締役会長（現任）（令和2年8月株式会社Fusion’z Holdingsより社名変更）
  - 9月 - 愛宕商事株式会社取締役
  - 9月 – 株式会社アイ・シー・オー取締役
  - 9月 – カレトモドットコム株式会社　取締役
  - 9月 – 株式会社ジェイ・エス・エス取締役
- 2016年（平成28年）
  - 9月 – 株式会社ＪＳＮ取締役
- 2018年（平成30年）
  - 3月 – 早稲田大学大学院スポーツ科学研究科修士課程修了
  - 9月 – 医療法人社団共生会　理事（現任）
- 2019年（平成31年）
  - 1月 – 株式会社アルビレックス新潟レディース取締役（現任）
- 2020年（令和2年）
  - 4月 – 学校法人大彦学園　理事長（現任）
  - 7月 – 宗教法人神明宮　名誉宮司（現任）

## 役職
- 新潟市国家戦略特区推進協議会会長（2019年3月～）
- 地域魅力創造有識者会議委員（2018年9月～2018年12月）
- わくわく地方生活実現会議委員（2018年2月～2018年5月）
- 新潟経済同友会特別幹事（2016年4月～）  （2008年4月～2011年4月同代表幹事、2011年4月～2016年4月同筆頭代表幹事）
- 公益財団法人食の新潟国際賞財団理事長（2015年4月～）
- 公益社団法人経済同友会幹事（2015年4月～）
- まち・ひと・しごと創生会議議員（2014年9月～2019年5月）
- 新潟市国家戦略特区区域会議構成員（2014年7月～）
- 官民ファンドの活用推進に関する関係閣僚会議幹事会委員（2013年12月～）[3]
- 公益社団法人日本ニュービジネス協議会連合会会長（2012年4月～）[4]
- 一般社団法人東京ニュービジネス協議会顧問（2012年4月～） (平成12年3月～平成17年5月 理事、平成17年5月～平成18年3月 副会長、平成18年3月～平成24年3月 会長)
- Jリーグ理事 (1999年2月 - 2008年7月)[5]
- 異業種交流会501会長（1999年～）[6]
- にいがた未来塾塾長（2008年～2014年）[7]
- 日本ベンチャー学会副会長（2008年～）
- 新潟清酒達人検定協会会長（2007年～）[8]
- 新潟青年会議所理事長（1986年～1986年）[9]

## 著書
- 『人づくりで幸せと豊かさを-NSGグループの挑戦』（ウイネット出版）ISBN 978-4434319921 （2023.04.22刊）
- 『ライフデザイン力』（東京書籍）ISBN 978-4487812301 （2019.03.18刊）
- 『地方イノベーション』（日経BP社）ISBN 978-4-8222-5503-9 （2017.02.09刊）
- 『かなえる力』（東京書籍）ISBN 978-4487808472（2014.05.15刊）
- 『私と起業家6人の挑戦　自分の道を探す若者たちへ』（ウイネット出版）ISBN 978-4434153501（2011.02.02刊）
- 『地方の逆襲「格差」に負けない人になれ！』（PHP研究所）ISBN 978-4569696713（2008.04.22刊）
- 『神主さんがなぜプロサッカーチームの経営をするのか』（東洋経済新報社）ISBN 978-4492501580 （2006.07.06刊）
- 『奇跡を起こす人になれ！』（東洋経済新報社）ISBN 9784492501405（2005.06.23刊）
- 『アルビレックス新潟の奇跡－白鳥スタジアムに舞う－』（小学館）ISBN 978-4093553339 （2005.03刊）